# Armée de milice
Pour les articles homonymes, voir Milice (homonymie).
 (décembre 2009).
Si vous disposez d'ouvrages ou d'articles de référence ou si vous connaissez des sites web de qualité traitant du thème abordé ici, merci de compléter l'article en donnant les références utiles à sa vérifiabilité et en les liant à la section « Notes et références ».
Une armée de milice est une armée où les civils sont formés pour participer à des missions militaires en complément de leurs formations professionnelles. Il s'agit d'un type d'armées principalement utilisé en Suisse.

## Description
La milice est un système d’organisation couramment pratiqué dans la vie publique en Suisse, elle tient sa forme d’une idée républicaine selon laquelle un citoyen a les capacités d’assumer des charges et des tâches publiques à titre extraprofessionnel et bénévole. C’est une expression empruntée au vocabulaire militaire (du latin militia, service militaire) dont l'origine remonte à la démocratie athénienne et au début de la république romaine ; depuis l’Antiquité, la notion de milice comprenait l’exercice de charges civiles.